# Mala Jazbina
 Mala Jazbina  falu Horvátországban Zágráb megyében. Közigazgatásilag Szamoborhoz tartozik.

## Fekvése
Zágrábtól 21 km-re nyugatra, községközpontjától 4 km-re északnyugatra a Zsumberk-Szamobori-hegység keleti lábánál fekszik.

## Története
A falunak 1857-ben 143, 1910-ben 259 lakosa volt. Trianon előtt Zágráb vármegye Szamobori járásához tartozott. 2011-ben 479 lakosa volt.

## Lakosság
| Lakosság változása | Lakosság változása | Lakosság változása | Lakosság változása | Lakosság változása | Lakosság változása | Lakosság változása | Lakosság változása | Lakosság változása | Lakosság változása | Lakosság változása | Lakosság változása | Lakosság változása | Lakosság változása | Lakosság változása | Lakosság változása |
| ------------------ | ------------------ | ------------------ | ------------------ | ------------------ | ------------------ | ------------------ | ------------------ | ------------------ | ------------------ | ------------------ | ------------------ | ------------------ | ------------------ | ------------------ | ------------------ |
| 1857               | 1869               | 1880               | 1890               | 1900               | 1910               | 1921               | 1931               | 1948               | 1953               | 1961               | 1971               | 1981               | 1991               | 2001               | 2011               |
| 143                | 170                | 184                | 206                | 209                | 259                | 216                | 257                | 289                | 326                | 360                | 353                | 368                | 418                | 430                | 479                |

## Külső hivatkozások
- Szamobor hivatalos oldala
- Szamobor város turisztikai egyesületének honlapja